# 坂崎さんの番組という番組
『「坂崎さんの番組」という番組』（さかざきさんのばんぐみというばんぐみ）は、1996年（平成8年）4月に始まったJFNCのラジオ番組。パーソナリティーは坂崎幸之助（THE ALFEE）。略称は『坂番』（さかばん）。

## 概要
坂崎幸之助の番組で一番早く始まったラジオの冠番組であり、JFNC制作の番組では1990年代から続いている長寿番組の1つである。坂崎ならではの、「音楽」を様々なスタイルにして届ける音楽ラジオ・プログラム。もう1つのFMラジオ番組『K's TRANSMISSION（Kトラ）』と違い、コンパクトサイズな音楽をコーナーにして、聴きやすい構成となっている。
放送開始当初は放送基準日が毎週金曜 16:00 - 16:55となっており、同時ネットしている局も僅かにあった。
1997年頃まで、Skirtがアシスタントとして出演していた。また、ミュージシャンがゲストの時には坂崎とのスタジオセッションが行われることもある。
番組ノベルティとして、坂崎幸之助がデザインした坂番ステッカーが、AuDee内の「お題」に対しての「トークルーム」に書き込みをした者や、「番組のメッセージフォーム」から番組に読まれたリスナーの中から、「住所・氏名」を記入している者の中からプレゼントされる。デザインは同じだが、色が変わっているのも特徴である。文字は坂崎が筆ペンで直筆に書いたデザインの、ポラのステッカーとなっている。
2022年11月、坂崎が新型コロナウィルスのPCR検査で陽性が確認されたため療養に入った。『Kトラ』の方は生放送であることから、同じTHE ALFEEのメンバーが代行したが、こちらはあらかじめ事前収録していたため、そのまま放送された。

## 内容
- 坂崎音楽堂
- 坂番アーティストデータファイル
- 無名の声優による再現お便りコーナー（時折、普通のお便りコーナーになることがある）
- 気になるあの曲（不定期コーナー）

リスナーから寄せられた「気になっている曲（洋楽より邦楽が多い）」をフルコーラスで流し、坂崎が思い出と共に曲について振り返る。このコーナーに採用されたリスナーに「気になるアレ」をプレゼントしている。「住所・氏名」を書かないリスナーが多く、採用者に坂崎が「住所・氏名」を再び送るよう注意している。
- 坂番連想音楽会

2021年5月から始まった新企画。「いつまで続くかわからない」を覚悟に、「曲に連想する言葉」を繋ぎ合わせていくコーナー。曲について連想した言葉から曲を掘り出していく。洋楽・邦楽問わず扱う。

## 構成
※坂崎が洋楽を中心に扱うラジオ番組である（昔の邦楽を取り上げる時もある）。
- メール1通を読み、フリートーク（前半）・今週の企画（コーナー名は毎週変わる）を発表する。

（1）CMフィラー「Let's Go Surfin'╱Jim Waller & The Deltas」
フリートーク（後編）・企画（毎週変わる）にまつわる曲を説明して1曲を流す（不定期コーナー。ゲスト以外は基本的にフルコーラスではない）。企画の前半で「この後もまだまだ続きます」と坂崎が言う。
（2）CMフィラー「Road to Rincon╱Dave Myers & the Surftones」
毎週変わる企画コーナーを、番組時間いっぱいまで曲を説明をしながら曲を流す（不定期コーナー。ゲスト以外は基本的にフルコーラスではない）。
（3）CMフィラー「Mexico╱Lively Ones」
リスナーから届けられたメッセージ質問に答える。THE ALFEEの告知をして、THE ALFEEの曲を時間まで流す。
（4）CMフィラー「EXOTIC╱THE RHYTHM KINGS」
「今週の、『坂崎さんという番組』という番組、いかがでしたでしょうか？」が決まり文句で、坂崎が「今週も、住所・氏名を書いている人にプレゼントします』と言い、3～4名に坂番ステッカーがプレゼントされ、当選者のラジオネームが読まれる。
坂崎が、「また来週、さいなら～」と言い終了する。

## 過去のゲスト
- KinKi Kids
- 嘉門達夫
- DEPAPEPE
- Kayoko
- 高見沢俊彦（THE ALFEE）
- 桜井賢(THE ALFEE)
- 所ジョージ
- 錦織一清（少年隊）

他多数

## ネット局

### 現在
2022年4月現在。放送時間の早い順から記載。
全局、『radiko』・『radiko.jpプレミアム』で聴取可能。なお、AuDee内番組サイト（後述）には、「ネット局全てのOA終了後」である月曜 21:00以降に番組内容のまとめが記載されるとされているため、エフエム佐賀（FMS）を最後のネット局としている。
| 放送対象地域   | 放送局名                                    | 放送時間               | 備考      |
| -------------- | ------------------------------------------- | ---------------------- | --------- |
| 香川県         | エフエム香川（FM香川）                      | 毎週金曜 20:00 - 20:55 | [ 注 2 ]  |
| 山形県         | エフエム山形（Rhythm Station）              | 毎週土曜 5:00 - 5:55   | [ 注 3 ]  |
| 石川県         | エフエム石川（HELLO FIVE）                  | 毎週土曜 5:00 - 5:55   | [ 注 4 ]  |
| 群馬県         | エフエム群馬（FM GUNMA）                    | 毎週土曜 9:00 - 9:55   | [ 注 5 ]  |
| 秋田県         | エフエム秋田（AFM）                         | 毎週土曜 11:00 - 11:55 | [ 注 6 ]  |
| 岩手県         | エフエム岩手（FMI）                         | 毎週土曜 12:00 - 12:55 | [ 注 7 ]  |
| 岐阜県         | エフエム岐阜（FM GIFU）                     | 毎週土曜 18:00 - 18:55 | [ 注 8 ]  |
| 福島県         | エフエム福島（ふくしまFM）                  | 毎週土曜 19:00 - 19:55 | [ 注 9 ]  |
| 長野県         | 長野エフエム放送（FM長野）                  | 毎週土曜 19:00 - 19:55 | [ 注 10 ] |
| 三重県         | 三重エフエム放送（レディオキューブ FM三重） | 毎週土曜 19:00 - 19:55 | [ 注 11 ] |
| 青森県         | エフエム青森（AFB）                         | 毎週土曜 20:00 - 20:55 | [ 注 12 ] |
| 鳥取県・島根県 | エフエム山陰（V-air）                       | 毎週土曜 20:00 - 20:55 |           |
| 滋賀県         | エフエム滋賀（e-radio）                     | 毎週土曜 26:00 - 26:55 |           |
| 新潟県         | エフエムラジオ新潟（FM-NIIGATA）            | 毎週土曜 28:00 - 28:55 | [ 注 13 ] |
| 兵庫県         | 兵庫エフエム放送（Kiss FM KOBE）            | 毎週土曜 28:00 - 28:55 | [ 注 14 ] |
| [ 注 15 ]      | InterFM897                                  | 毎週日曜 15:00 - 15:54 | [ 注 16 ] |
| 徳島県         | エフエム徳島（FM TOKUSHIMA）                | 毎週日曜 21:00 - 21:55 |           |
| 大分県         | エフエム大分（Air-Radio FM88）              | 毎週日曜 24:00 - 24:55 |           |
| 熊本県         | エフエム熊本（FMK）                         | 毎週日曜 24:00 - 24:55 | [ 注 17 ] |
| 鹿児島県       | エフエム鹿児島（μFM）                       | 毎週日曜 24:00 - 24:55 |           |
| 栃木県         | エフエム栃木（RADIO BERRY）                 | 毎週日曜 26:00 - 26:55 | [ 注 18 ] |
| 佐賀県         | エフエム佐賀（FMS）                         | 毎週月曜 20:00 - 20:55 | [ 注 19 ] |

### 過去
| 放送対象地域 | 放送局名                       | 放送時間               | 備考                                                                     |
| ------------ | ------------------------------ | ---------------------- | ------------------------------------------------------------------------ |
| 広島県       | 広島エフエム放送（HFM）        | 毎週木曜 28:00 - 28:55 | 2020年6月に打ち切り。                                                    |
| 高知県       | エフエム高知（Hi-Six）         | 毎週土曜 19:00 - 19:55 | 2017年3月に打ち切り。                                                    |
| 岡山県       | 岡山エフエム放送（FM OKAYAMA） | 毎週日曜 18:00 - 18:55 | 2017年9月に打ち切り。                                                    |
| 富山県       | 富山エフエム放送（FMとやま）   | 毎週土曜 11:00 - 11:55 | 2012年3月に打ち切り。 2023年4月に放送を再開するも同年8月で再び打ち切り。 |
| 大阪府       | エフエム大阪（FM大阪）         | 毎週火曜 28:00 - 28:55 | 2021年9月に打ち切り。                                                    |